# Paraphidippus mexicanus
Paraphidippus mexicanus är en spindelart som först beskrevs av George William Peckham och Elizabeth Maria Gifford Peckham 1888.  Paraphidippus mexicanus ingår i släktet Paraphidippus och familjen hoppspindlar. Inga underarter finns listade i Catalogue of Life.